# Eriodon conostomus
Eriodon conostomus är en bladmossart som beskrevs av Montagne 1845. Eriodon conostomus ingår i släktet Eriodon och familjen Brachytheciaceae. Inga underarter finns listade i Catalogue of Life.